# Hygrocybe cochenille
Hygrocybe coccinea
Espèce
L'hygrocybe cochenille (Hygrocybe coccinea) est un champignon basidiomycète de la famille des Hygrophoraceae

## Description
- Chapeau 2 à 5 cm, conique puis plus étalé, rouge vif, visqueux par temps humide
- Lames espacées, rouges bordées de jaune
- Pied 3 à 6 cm, rouge, plus clair à la base
- Chair rouge-jaune, un peu translucide
- Odeur et saveur faibles

## Habitat
Plutôt sur terrain dégagé, en automne, voire au début de l'hiver dans les régions méditerranéennes.

## Comestibilité
La plupart des auteurs l'indiquent comme comestible sans intérêt, notamment du fait de sa faible taille. Comme il n'est pas fréquent, on pourra se contenter d'admirer ses jolies couleurs.

## Espèces proches
- Hygrocybe rouge ponceau (Hygrocybe punicea), quasi-synonyme
- Hygrocybe miniata
- Hygrocybe conica

### Sources
- Les Champignons, Roger Phillips, éditions Solar
- Grand guide encyclopédique des champignons, J.L. Lamaison et J.M. Polese, éditions Artémis
- Champignons du Nord et du Midi, André Marchand, Hachette